# Pro-Car Engineering
Pro-Car Engineering war ein polnischer Hersteller von Automobilen.

## Unternehmensgeschichte
Ryszard Barnert und Jerzy Kwiatkowski gründeten 1993 in Kattowitz das Unternehmen und begannen 1994 mit der Produktion von Automobilen. Der Markenname lautete Pirat. 1995 endete die Produktion, als sich die Partner trennten. Jerzy Kwiatkowski gründete daraufhin Przedsiębiorstwo Projektowania i Budowy Prototypów J. i J. Kwiatkowski.

## Fahrzeuge
Das einzige Modell war ein Kit Car. Die offene Karosserie aus Aluminium im Stile der 1930er Jahre bot Platz für zwei Personen. Viele Teile vom FSO Polonez wurden verwendet.